# Krasznahídvég
Krasznahídvég (románul: Măeriște) falu Romániában, Szilágy megyében.

## Fekvése
Szilágy megyében, a Kraszna folyó mellett, Szilágysomlyótól északra fekvő település.

## Nevének eredete
A község határán, a Kraszna folyón egykor vámhíd volt, és e híd mellett épültek később az első lakóházak. A közeli Ilosva település lakói a helységet Hídvégnek nevezték el.

## Története
Krasznahídvég nevét az oklevelek 1351-ben említették először Hidueg, 1352-ben Hydweg néven.
A Kraszna vámhídja köré épült település első ismert birtokosa Medgyesi Simon volt, aki 1351-ben leánynegyed fejében nővérének Báthory Lászlónénak és annak rokonainak adta.
Hídvéget a későbbiekben a Somlyói Báthori-család és rokonságának birtokai között tartották számon.
1576-ban Somlói Báthory István a Kraszna vármegyei Hídvég tizedét a Bánfiaknak adományozta.
1641-ben Hídvég birtokán Lónyai Zsigmond és mások osztozkodtak.
1715-ben a településen 11 jobbágy háztartás fizetett adót; 7 magyar, 4 oláh.
Az 1808-as összeíráskor báró Huszár, gróf Toldalagi, gróf Bethlen, báró Bánfi, gróf Károlyi, Gencsy Osváth, Makrai, Zoltán, Ágoston, Szikszai és Módi családik birtoka volt.
1847-ben 419 lakosa volt, melyből 6 római katolikus, 404 görögkatolikus, 9 izraelita.
1890-ben 783 lakosából 44 magyar, 6 német, 720 román, 3 egyéb nyelvű volt.

## Nevezetességek
- Görögkatolikus kőtemploma.

- A faluban 1802-ben kezdték vezetni az anyakönyvet.

## Híres emberek
- Itt született 1880-ban Friedmann Erzsébet, Ady első múzsája